# Axwell Ʌ Ingrosso
Axwell Λ Ingrosso (pronunciato Axwell and Ingrosso) è stato un duo musicale svedese composto da Axwell e Sebastian Ingrosso, già membri degli Swedish House Mafia insieme a Steve Angello. Il gruppo ha debuttato al Governors Ball Music Festival nel giugno del 2014, a New York e ha annunciato il proprio scioglimento il 21 agosto 2018.
Il duo per quattro anni consecutivi è apparso nella classifica Top100Djs della rivista Dj Magazine con il piazzamento più alto al n°16 nel 2016.

## Storia
Axwell e Sebastian Ingrosso decisero di formare il duo Axwell Λ Ingrosso ufficialmente nel 2014. A giugno dello stesso anno, iniziano a diffondere nella città di New York alcuni indizi su uno dei loro nuovi singoli. La manager della Swedish House Mafia iniziò, infatti, a pubblicare alcune immagini su Instagram.
Il debutto è avvenuto l'8 giugno 2014 al Governors Ball Music Festival di New York con il brano We Come We Rave We Love, rilasciato sotto il nome di Axwell Λ Ingrosso e trasmesso per la prima volta in radio durante il programma di Zane Lowe di BBC Radio 1. La loro performance è entrata, secondo Billboard, nella 15 Hot Governors Ball Moments nonché nella Top 10 Best Performances di Governors Ball.
Il 13 febbraio 2015 hanno pubblicato l'EP X4, composto da quattro canzoni: We Come We Rave We Love, Something New, Can't Hold Us Down e Together.
Il 12 giugno 2015 è uscito il singolo Sun Is Shining, che è stato inoltre usato dallo spot pubblicitario di H&M.
Nel maggio 2017 hanno pubblicato l'EP More than You Know, composto da quattro canzoni: More than You Know, Renegade, How Do You Feel Right Now e Dawn.
Ad agosto 2018 annunciano ufficialmente tramite DJ Mag l'abbandono del progetto Axwell Λ Ingrosso per dedicarsi unicamente alla Swedish House Mafia.

## Formazione
- Axwell
- Sebastian Ingrosso

## Discografia

### Album in studio
- 2017 – More than You Know

### EP
- 2014 – X4
- 2017 – More than You Know

### Singoli
- 2014 – Something New
- 2014 – On My Way
- 2014 – Can't Hold Us Down
- 2015 – Sun Is Shining
- 2015 – This Time (feat. Pusha T)
- 2016 – Dream Bigger (feat. Pharrell Williams)
- 2016 – Thinking About You
- 2017 – I Love You (feat. Kid Ink)
- 2017 – Renegade
- 2017 – More than You Know
- 2017 – Dreamer
- 2018 – Dancing Alone (feat. Rømans)